# Taiwo Badmus
Taiwo Hassan Badmus (Londres, Inglaterra, 3 de julio de 1993) es un jugador de baloncesto irlandés de origen nigeriano que juega de alero y su actual equipo es el Valur Reykjavík de la Úrvalsdeild karla. Además es internacional absoluto con la Selección de baloncesto de Irlanda.

## Carrera deportiva
Es un jugador formado a caballo entre las universidades de New City College (2013-2014) en Inglaterra primero, después se marcharía a Estados Unidos para seguir su formación en Fairmont State Fighting Falcons de NCAA II (2014-2016) y Virginia-Wise Cavaliers de NCAA II (2016-2018). En su último año en la Universidad de Virginia Wise, destacó ocupando la posición de cuatro, con promedios de 21.9 pts, 10.3 reb, 1.3 tap en 36 minutos por partido.
En agosto de 2018, llega a España para jugar en el Club Baloncesto Peixefresco Marín de la Liga LEB Plata.
Con el club gallego del Club Baloncesto Peixefresco Marín lograría el ascenso a la Liga LEB Oro, siendo MVP en varias jornadas y uno de los jugadores más destacos en LEB Plata de la temporada 2018-19.
En verano de 2019, renovaría con el club gallego para jugar en LEB Oro durante la temporada 2019-20.
La temporada 2019-20, la de su debut en Leb Oro, promedió 12,75 puntos y 5,78 rebotes por partido en 30 minutos de juego.
En junio de 2020, abandona el Club Baloncesto Peixefresco Marín y se compromete por una temporada con el Club Basquet Coruña de la Liga LEB Oro.
El 7 de septiembre de 2021, firma por el UMF Tindastóll de la Úrvalsdeild karla.